# Jochen Golz
Jochen Golz (* 25. März 1942 in Stettin, Pommern) ist ein deutscher Germanist.

## Leben
Golz, geboren in Pommern, kam mit seiner Mutter bedingt durch den Krieg nach Thüringen. Nach dem Abitur 1960 studierte er Germanistik und Indonesienkunde an der Universität Jena. 1964 veröffentlichte er eine Abhandlung über Georg Büchner. 1969 wurde er in Jena bei Joachim Müller promoviert und habilitierte sich dort 1994.
Nach dem Studium arbeitete er von 1965 bis 1977 als Lektor in der neu eröffneten Zweigstelle des Berliner Aufbau-Verlages in Weimar. Zunächst war er Lektoratsabsolvent (1965–1967), Lektor (1967–1975) und schließlich von 1975 bis 1977 Fachgebietsleiter. In dieser Zeit beschäftigte er sich intensiv mit Goethe und der Goethe-Literatur und war Herausgeber von Einzel- und Sammeleditionen.
Von 1978 bis 1991 war er wissenschaftlicher Mitarbeiter am Institut für Klassische Deutsche Literatur der Nationalen Forschungs- und Gedenkstätten (NFG) (heute Klassik Stiftung Weimar). Von 1991 bis 1993 fungierte er als Leiter der Direktion für germanistische Edition und Forschung an der Stiftung Weimarer Klassik, bevor er 1994 bis zu seinem Ruhestand 2007 zum Direktor des Goethe- und Schiller-Archivs der Klassik Stiftung Weimar berufen wurde. Sein Nachfolger in diesem Amt war Bernhard Fischer.
Von 1999 bis 2019 war Golz ehrenamtlicher Präsident der Goethe-Gesellschaft in Weimar e.V. Er publizierte zahlreiche Aufsätze zu Johann Wolfgang von Goethe, Friedrich Schiller und Jean Paul. Daneben veröffentlichte er Beiträge zur Editionswissenschaft und war Mitherausgeber der historisch-kritischen Ausgabe von Goethes Tagebüchern.
Die Universität Leipzig hat Jochen Golz 2018 die Honorarprofessur für Deutsche Literatur um 1800 verliehen.